# (28543) Solis-Gozar
(28543) Solis-Gozar est un astéroïde de la ceinture principale d'astéroïdes.

## Description
(28543) Solis-Gozar est un astéroïde de la ceinture principale d'astéroïdes. Il fut découvert le 3 mars 2000 à Socorro (Nouveau-Mexique) par le projet LINEAR. Il présente une orbite caractérisée par un demi-grand axe de 2,37 UA, une excentricité de 0,07 et une inclinaison de 6,1° par rapport à l'écliptique.

## Compléments